# Fábiánsebestyéni pusztatemplom
A fábiánsebestyéni pusztatemplom XIV–XV. századi gótikus templomrom Csongrád-Csanád vármegye északkeleti részén. A rom műemléki védelem alatt áll.

## Elhelyezkedés
A Fábiánsebestyén határában található pusztatemplom romjai a településtől mintegy 3–3,5 kilométerre, nyugati irányban helyezkednek el, a Kórógy-ér kanyarulatának bal partján. A templom maradványai egy alacsony, de a környező sík vidéken mégis jól kivehető kunhalom tetején állnak. A rom közvetlen környezetét ma szántóföldek, valamint az 1960-as években épült sertéstelep határolják.
Megközelítése nehézkes, mivel a közvetlen útvonalakat ipari területek zárják el. A látogatók gyalogosan vagy kerékpárral a sertéstelep nyugati oldalán, a szántóföldek szélét követve érhetik el a romot.

## Történet
A templom építését a történeti források és a régészeti vizsgálatok alapján a XIV–XV. század fordulójára tehetjük. Feltételezhetően a Gutkeled nemzetségből származó Maróthy János macsói bán – aki 1403-ban Zsigmond királytól megkapta a gyulai uradalmat – építtette, Szent Fábián és Szent Sebestyén vértanúk tiszteletére. Az új templom köré a bán falut telepített a környék földműveléssel és állattenyésztéssel foglalkozó lakói számára, amely a két védőszentről kapta a nevét: így született meg a középkori Fábiánsebestyén.
Régészeti feltárások azonban arra is rámutattak, hogy a terület ennél jóval régebb óta lakott volt. Az Árpád-kor idejéből származó cserépdarabok, kemencék, sütőhelyek, gazdasági épületmaradványok, valamint számos fémlelet – például sarlók, patkók és láncszemek – utalnak egy hosszan elnyúló, lazán beépített településre. Három, egymástól távolabb fekvő sír is előkerült, amelyek szintén a korai megtelepedést igazolják. A falu első írásos említése 1389-ből való, amikor a kunok szálláshelyeként jegyezték fel, de egyes források szerint már az 1282-es hód-tavi csata után is telepítettek ide kunokat.
A település fejlődését kedvező földrajzi fekvése segítette, mivel fontos közlekedési utak találkozásánál feküdt: itt haladt át az Aradra vezető út, valamint a Dél-Magyarországot a bihari részekkel összekötő egyik főbb útvonal. A XVI. században azonban a török hadjáratok során a falu és a templom is súlyos károkat szenvedett. Bár a 1563–64-es összeírások még 33–34 portát említenek, a tizenöt éves háború idején a lakosság végleg elhagyta a települést. Az évszázados néptelenség következtében a templom állapota fokozatosan romlott, falai pusztulásnak indultak.
A XX. században a templomrom környezete további károkat szenvedett: a sertéstelep építése, a téglák elhordása lakóházakhoz, valamint alkalmi kincskeresések jelentősen csökkentették a megmaradt falazatot. Míg a századelőn készült fényképeken még a hajó nyugati fala és bejárata is látható, napjainkra mindössze egy falcsonk maradt fenn.

## Leírás
A pusztatemplom gótikus stílusban épült, támpillérekkel megerősített, feltehetően patkóíves szentélyű, egyhajós szerkezettel. Ma a délnyugati sarok áll, amelyet egy külső támpillér támaszt. A falcsonk magassága körülbelül két méter, állaga erősen romos. Az épület egy 4000 évesre becsült kunhalmon áll. Ezek a halmok a magyar Alföld jellegzetes tájformái, amelyek eredeti funkciójuk szerint temetkezési helyként, határjelként vagy őrhelyként szolgálhattak.
A templom környezetében több régészeti ásatás is történt. Az 1960–70-es években végzett felületi kutatásokat a 2000-es években részletesebb feltárások követték, amelyek során feltérképezték az alaprajzot, az védőfal maradványait, valamint egy kripta nyomait. A leletek között török kori kályhamaradványok, valamint szokatlanul nagy mennyiségű emberi csontváz került elő, amelyeket osszáriumba temettek. A feltárás után az védőfal alapozását visszatemették, hogy megóvják az állagát.